# Crimetime Award
Crimetime Award är ett svenskt litteraturpris som instiftades 2015 av deckarfestivalen Crimetime Gotland med syftet att sprida kriminallitteraturens kraft. Priset delas ut årligen i samband med Bokmässan i Göteborg. Priset består av ett diplom och en prissumma på 10 000 kronor. Vinnarna av de två kategorierna Årets deckardebut och Årets barndeckare avgörs av två olika jurygrupper, men även läsare kan påverka genom en omröstning som sker på Bokmässans webbplats. Folkets röst räknas som en juryröst. Vinnaren av kategorin Årets hederspris utses endast av en jury.
Under Crimetime Award har sedan 2019 även streamingtjänsten Bookbeats priser Årets svenska deckarförfattare, Årets svenska deckare och Årets deckarröst delats ut. Priset är helt datadrivet och sammanväger popularitet, genomlyssning och betyg på Bokkbeat under det senaste året för de nominerade författarnas tre senaste böcker. Årets svenska deckarförfattare instiftades 2019 och övriga två kategorier tillkom 2023.

## Årets deckardebut
Årets deckardebut delas ut till en ny deckarförfattare. Författarens bok ska ha utkommit under året som gått sedan föregående års Crimetime Award. 
- 2015 – Stefan Ahnhem för Offer utan ansikte[3]
- 2016 – Mariette Lindstein för Sekten på Dimön[3]
- 2017 – Lina Bengtsdotter för Annabelle[3]
- 2018 – Niklas Natt och Dag för 1793[3]
- 2019 – Tina Frennstedt för Cold Case: Försvunnen[3]
- 2020 – Peter Mohlin och Peter Nyström för Det sista livet[3]
- 2021 – Klas Ekman för De kapabla[3]
- 2022 – Victor Pavic Lundberg för Den som överlever[4]
- 2023 – Niklas Turner Olovzon för Isberg[5]
- 2024 – Tina Trender för En bra man[2]

## Årets barndeckare
- 2016 – Åsa Larsson, Ingela Korsell och Henrik Jonsson för Pax-serien[3]
- 2017 – Kristina Ohlsson för Varulvens hemlighet[3]
- 2018 – Elias och Agnes Våhlund för serien Handbok för superhjältar[3]
- 2019 – Martin Widmark och Helena Willis för serien LasseMajas Detektivbyrå med boken LasseMajas deckarhandbok[3]
- 2020 – Petter Lidbeck för serien om Signe Holm med böckerna Festen och Casino[3]
- 2021 – Johan Rundberg för serien Månvind & Hoff med böckerna Nattkorpen och Tjuvdrottningen[3]
- 2022 – Anders Sparring och Per Gustavsson för serien om Familjen Knyckertz med senaste boken Damen med fjäderboan[4]
- 2023 – Elin Säfström för Sunnanvinda: Herrgårdens hemlighet[5]
- 2024 – Anja Gatu och Anna Nilsson för serien Kattspionerna på Rosengård, med boken Älskade katt[2]

## Årets hederspris
Crimetime Award Årets hederspris instiftades 2016, och delas ut för att hylla en författare eller annan person som varit banbrytande för den svenska kriminallitteraturen och har satt Sverige på deckarkartan. Vinnaren utses av en jury.
- 2016 – Maj Sjöwall
- 2017 – Kerstin Ekman
- 2018 – Liza Marklund
- 2019 – Jan Mårtensson
- 2020 – Håkan Nesser
- 2021 – Anna Jansson
- 2022 – Åsa Larsson
- 2023 – Jan Guillou
- 2024 – Karin Alvtegen